# Miles Walker
Sir Miles Rawstron Walker (* 13. November 1940) ist ein britischer Geschäftsmann und ehemaliger Politiker der Isle of Man. Miles Walker war der erste Chief Minister der Isle of Man.

## Leben
Miles Walker wurde 1940 als Angehöriger des Volksstammes der Manx als Sohn von George Denis Walker und Alice Walker (geb. Whittaker) auf der Insel Man geboren. Nach dem Besuch der Castle Rushen High School und des Shropshire Agricultural College arbeitete er zunächst in leitender Funktion in der Agrarwirtschaft, zuletzt als CEO u. a. im Milchhandel.
Seine politische Karriere begann im Jahr 1970 als einer der Commissioner im Parish Arbory. 1976 zog Walker in das House of Keys ein, das direkt gewählte Unterhaus des Tynwalds, des Parlaments der Insel Man. Dieses Mandat hatte er bis zu seinem Rückzug bei der Wahl 2001 inne. Von 1986 bis 1996 war er der Oberste Minister (Chief Minister) der Insel Man, das exekutive Mitglied des Tynwald. Er war der erste Politiker in dieser Position, davor war der Vorsitzende des Exekutivrats Regierungschef. Sein Nachfolger wurde Donald Gelling.
1991 wurde Walker als Commander in den Order of the British Empire aufgenommen und 1997 als Knight Bachelor geadelt. Sir Miles Walker ist verheiratet und hat zwei Kinder.